# Poecilimon zonatus
Poecilimon zonatus är en insektsart som beskrevs av Bolívar, I. 1899. Poecilimon zonatus ingår i släktet Poecilimon och familjen vårtbitare. Inga underarter finns listade i Catalogue of Life.